# Canadá nos Jogos Olímpicos de Inverno de 1994
O Canadá mandou 95 competidores que disputaram doze modalidades nos Jogos Olímpicos de Inverno de 1994, em Lillehammer, na Noruega. A delegação conquistou 13 medalhas no total, sendo três de ouro, seis de prata e quatro de bronze.

## Desempenho

### Biatlo
Masculino
| Atleta         | Evento     | Final   | Final       | Final   |
| Atleta         | Evento     | Tempo   | Penalidades | Posição |
| -------------- | ---------- | ------- | ----------- | ------- |
| Steve Cyr      | Velocidade | 30:41.2 | 3 (1+2)     | 26º     |
| Glenn Rupertus | Velocidade | 32:47.7 | 5 (4+1)     | 62º     |